# Ариэль (персонаж Беляева)
Авре́лий Га́льтон, носивший также имя Ариэ́ль — главный герой научно-фантастического романа советского писателя Александра Беляева «Ариэль», впервые изданного в 1941 году.

## Способности
Вынужденно обучаясь в школе для одарённых детей «Дандарат», ученики осваивают множество навыков: знание языков, точные и гуманитарные науки, физическое совершенствование, гипноз и оккультные науки. Дабы такие люди не стали опасными, их волю постоянно подавляют, что часто приводит к сумасшествию или летальному исходу. К семнадцати годам Аврелий уже и сам начинает обучать младших учеников. После побега из «Дандарата» и последующих приключений Аврелий становится успешным спортсменом и циркачом, гастролирующим по всему миру.

### Гипноз
Ещё до того, как он приобрёл способность левитировать, Ариэля обучали гипнозу. Больших успехов Ариэль не достиг, однако он стал наименее гипнабельным в «Дандарате». Зная корыстность помыслов руководителей школы, Ариэль притворялся, что его легко загипнотизировать, это частично помогло ему выбраться из школы.

### Левитация
Способность левитировать Аврелий получил благодаря особому медицинскому опыту, при котором испытуемому вводят спецраствор, катализирующий броуновское движение молекул в теле, но преображённое в направленное, а не хаотичное. При этом испытуемый силой воли и реакцией мышц может направлять своё движение в нужном ему русле. Испытуемых было несколько: это лягушка, которая так и улетела, не додумавшись сопротивляться левитации; гусеница, среагировавшая, и поэтому не упавшая на пол, а оставшаяся висеть в воздухе; собака, которая чуть не улетела, однако оклик учёного заставил её вернуться. Единственными людьми стали сам Ариэль и доктор Хайд, для последнего опыт оказался неудачным (скорее всего его убили, замаскировав убийство под несчастный случай), а так как секрет ингредиентов знал только Хайд, то после его смерти Ариэль так и остался единственным удачным опытом по созданию летающего человека.

## Создание персонажа
Беляев начал писать «Ариэля» весной 1939 года. Роман он посвятил своей младшей дочери Светлане. Первое издание романа вышло лишь в 1941 году, за год до смерти писателя.
Соратники и исследователи творчества Беляева говорят, что основой для образа Ариэля, как и для Доуэля и Ихтиандра, послужил сам Беляев, в то время как он, обессиленный от туберкулёза, в период с 1915 до 1921 года был прикован к койке. За это время писатель пережил череду не только физических потрясений, но и трагических. От него ушла жена, а в 1919 умерла его мать Надежда Васильевна.
Само имя Ариэль позаимствовано Беляевым из пьесы Шекспира «Буря», в которой Ариэль являет собой дух воздуха. В романе преподаватели Гальтона назвали его так не только в честь персонажа Шекспира, но и из-за созвучия с его собственным именем Аврелий.
Ариэля Беляев создавал, опираясь на Ихтиандра, героя своего романа Человек-амфибия. Журнал «Мир фантастики» даже назвал Ариэля и Ихтиандра молочными братьями. Оба персонажа путём искусственного мутирования становятся сверхлюдьми, и это обстоятельство больше мешает им в жизни, усугубляя и без того сильную социальную замкнутость. У обоих персонажей есть возлюбленные: у Ариэля — Лолита, у Ихтиандра — Гуттиэре.
Согласно книге Николая Непомнящего «Сто великих тайн древности», прототипом для Ариэля послужил латыш Эдвард Линдскальныньш, которого Беляев по-видимому знал, и который, как говорят, владел секретом левитации.

## Экранизация
Существуют две экранизации этой повести: «Спутник планеты Уран» (1990, СССР, Узбекфильм) и «Ариэль» (1992), снятый Евгением Котовым. Роль Ариэля исполнили соответственно Павел Винник и Андрей Сухов.
Экранизировать «Ариэля» пытались также Андрей Тарковский и Фридрих Горенштейн. Они даже написали сценарий, но, к сожалению дальше этого дело не пошло. В фильме, по замыслу Тарковского, Аврелий должен был стать католическим монахом. Фильм был остановлен на стадии разработки, однако сценарий уже был создан, рабочее название — «Светлый ветер». Над экранизацией с 2013 года приступил сын Андрея Тарковского Андрей Тарковский-младший.

## Значение
И Ариэль, и Ихтиандр являются изгоями в капиталистическом обществе. По задумке автора, особенному человеку не дано быть счастливым в системе, где материальное благо ценится выше всего. Являясь сверхлюдьми, они тем не менее терзаемы обществом, в котором находятся. Всё чаще и чаще героев Александра Беляева причисляют к супергероям. Чаще это заметно в США, где и появился жанр и где жанр романов «Человек-амфибия» и «Ариэль» именуется как Superhero novels. Ариэль появился на три года позже Супермена. Что примечательно, первая экранизация Супермена появилась в том же году, что и вышел Ариэль Александра Беляева.
Образ Ариэля противоречив: являясь замкнутым, он тем не менее решительный человек, способный пойти против системы, будь то секретная организация Дандарат, коррумпированная полиция, нью-йоркские гангстеры или общество английских аристократов-снобов. Писатель Евгений Красницкий отозвался об Ихтиандре и Ариэле как носителях мотива национал-освободительной борьбы.
Интернет-журнал «Русская фантастика»:

Образ Ариэля — лучшее достижение писателя, в котором предметно реализовалась вера автора в неограниченные творческие возможности человека. Под конец жизни А. Беляев отказался от навязываемых ему технических и социальных проблем и в полной мере отдался тому, что влекло его всегда: романтическому описанию человека, преодолевающего «земное притяжение».— Русская фантастика

### В музыке
Вокально-инструментальный ансамбль «Ариэль» по официальной версии назвался так в честь героя Александра Беляева, однако Валерий Ярушин опроверг это, сказав, что на самом деле название «Ариэль» восходит к духу воздуха, существующему и в библейской традиции, однако дабы обойти жёстких советских цензоров, было решено объявить, что название дано в честь Ариэля Александра Беляева:

Сначала новой группе хотели дать название «Эра», но во время обсуждения кто-то вспомнил, что такое же название носит и стиральный порошок. В результате было принято решение назвать группу Ариэль. Изначально и ныне, название группы Ариэль (название придумал студент ЧПИ Валерий Паршуков в 1967 году) подразумевало только одно: Ариэль — повелитель воздушных стихий, властелин эфира. Но, понимая, что название группы с таким смыслом не пропустит советская цензура, мы придумали легенду о том, что группа названа в честь летающего мальчика Ариэля, угнетаемого английскими капиталистами, героя одноимённой книги, роман Ариэль, выдающегося советского писателя-фантаста Александра Беляева. Правда, позже, Лев Гуров вспоминал: «В 1975 году впервые выехав „за границу“, мы узнали, что „Ариэль“ — это тоже стиральный порошок». Сейчас же можно рассказать об истинном значение слова Ариэль — честно говоря никто в начале 70-х не думал, что это слово имеет такой глубинный мистический смысл и упоминается даже в Библии!— Валерий Ярушин